# Trametes africana
Trametes africana är en svampart som beskrevs av Ryvarden 2004. Trametes africana ingår i släktet Trametes och familjen Polyporaceae.   Inga underarter finns listade i Catalogue of Life.